# Paul Lootens
Paul Lootens (ca. 1956) is een Belgisch voormalig syndicalist voor het ABVV.

## Levensloop
Lootens groeide op in Oostende, maar vestigde zich later in Brussel en vervolgens in de omgeving van Charleroi waar hij als arbeider actief werd. Tevens werd hij actief als syndicaal afgevaardigde. Later werd hij vakbondssecretaris voor de Algemene Centrale in de regio Charleroi. In 1991 werd hij federaal secretaris. In januari 2011 volgde hij Jacques Michiels op als algemeen secretaris van de Algemene Centrale. In december 2014 werd hij verkozen tot voorzitter van deze vakcentrale, als opvolger van Alain Clauwaert. In september 2015 legde hij op doktersadvies zijn mandaat neer, hij werd opgevolgd als voorzitter door Werner Van Heetvelde.
Lootens speelde een belangrijke rol in de sociale conflicten bij Solvay, Glaverbel, Verlipack en Splintex.